# 45a Divisió (Exèrcit Popular de la República)
La 45a Divisió —a vegades anomenada 45a Divisió Internacional— va ser una divisió que va lluitar durant la Guerra Civil Espanyola en defensa de la legalitat de la Segona República Espanyola. Aquesta unitat, creada a mitjans de 1937, es va constituir amb l'objectiu d'integrar diverses Brigades Internacionals sota un comandament centralitzat. Va participar en algunes de les principals batalles de la guerra, com la de Brunete, Saragossa o la de l'Ebre.

## Historial operatiu
Va ser creada originalment com una unitat de circumstàncies en la qual agrupar el conjunt de Brigades Internacionals que anaven a dur a terme la planificada ofensiva d'Osca, encara que abans de començar la mateixa el cap de l'agrupació d'unitats, General Lukács, va morir per l'impacte d'un projectil d'artilleria i va ser substituït per Emilio Kléber, el primer cap de facto de la divisió. Després del fracàs d'Osca, al juny, un mes després va marxar la nova unitat al Front de Madrid per a participar en la Ofensiva de Brunete sota el comandament de Kléber. Encara que va tenir bons començaments, la divisió no va acabar de complir els objectius i al final va tenir importants pèrdues.
El mes d'agost va marxar novament al front d'Aragó per a participar en l'ofensiva d'Aragó en l'anomenada Agrupació B al costat d'un grup d'artilleria i un batalló d'enginyers. En un front d'escassa activitat, les tropes de Kléber van avançar sense gaire problema fins a arribar a 6 km. de Saragossa, però allí van quedar detingudes i indefenses davant l'assetjament de l'artilleria i l'aviació dels revoltats. La deficient actuació de la unitat va motivar que Kléber fos substituït per l'efectiu Hans Kahle, a més de l'arribada d'un nou Comissari polític, Wladislaw Stopzyk, així com nous reforços.
Després d'una curta estada al front d'Extremadura (febrer de 1938), on va destacar en alguns atacs reeixits, va marxar precipitadament al Front d'Aragó, una vegada més, per a intentar tapar l'Ofensiva franquista en aquesta zona, unint-se a la resta d'unitats republicanes en la retirada. A l'abril, després de quedar aïllada en Catalunya, es va integrar en el V Cos d'Exèrcit del Tinent Coronel Líster. Durant els següents mesos va estar rearmant-se i va rebre el reforç de la 139a Brigada Mixta per a poder participar en l'ofensiva de l'Ebre, encara que es va desprendre de la 129a Internacional que havia quedat separada de la unitat al sud del Ebre. Durant diversos mesos sostindria durs combats contra les tropes revoltades, sofrint un elevat nombre de baixes. La XIV Brigada Internacional, integrada en la divisió, va sofrir enormes baixes durant el fallit intent de creuar el Ebre per la zona d'Amposta. Després de la retirada de les Brigades Internacionals, la divisió es va reorganitzar només amb comandaments i reclutes espanyols, participant en els primers compassos de la Campanya de Catalunya abans de retirar-se per la frontera franco-espanyola al febrer de 1939. El seu últim comandant va ser el cap comunista Francisco Romero Marín, militar ja veterà en la contesa.

## Comandaments de la Divisió

### Comandants
- General Emilio Kléber (des de juny de 1937);
- Tinent coronel de milícies Hans Kahle (des d'octubre de 1937);[7]
- Major de milícies Luis Rivas Amat (des del 23 de setembre de 1938);
- Major de milícies Ramon Soliva Vidal (des del 7 de novembre de 1938);
- Tinent coronel de milícies Francisco Romero Marín (des del 17 de gener de 1939);[4]

### Comissaris
- August Vidal i Roget;[8]
- Wladislaw Stopzyk, membre de les Brigades Internacionals (des de l'1 de setembre de 1937);[4]
- François Vittori, membre de les Brigades Internacionals (des del 7 de març de 1938);
- José Sevil Sevil, membre del PCE (des de setembre de 1938);

### Caps d'Estat Major
- François Bernard (20 de novembre de 1937 - 12 de març de 1938)
- Miguel Ángel San Cruz (des de maig de 1938).

## Ordre de batalla
| Data                | Cos d'Exèrcit adscrit | Front de batalla | Brigades mixtes integrades |
| Juny de 1937        | -                     | Osca             | XII i 150a                 |
| 9 de juliol de 1937 | XVIII Cos d'Exèrcit   | Brunete          | XII i 150a                 |
| Desembre de 1937    | XXI Cos d'Exèrcit     | Aragó            | XII i XIII                 |
| Març de 1938        | XXI Cos d'Exèrcit     | Aragó            | XII, XIV i 129a            |
| 30 d'abril de 1938  | V Cos d'Exèrcit       | Ebre             | XII, XIV i 139a            |